# 김포서초등학교
김포서초등학교(金浦西初等學校)는 대한민국 경기도 김포시에 있는 공립 초등학교이다.

## 학교 연혁
- 1993. 3. 4. 김포서 국민 학교 설립 인가
- 1994. 3. 1. 14학급 편성 개교
- 1994. 3. 1. 초대 심혁범 교장 부임
- 1995. 3. 7. 5층 6개 교실 증축 준공
- 1996. 3. 1. 김포서초등학교로 교명 변경
- 1999. 11. 22. 감정초등학교 분리
- 2002. 3. 1. 특수 학급 1학급 설치
- 2003. 11. 16. 다목적 체육관(강당) 준공
- 2006. 9. 1. 예절실 설치
- 2008. 3. 1. 도지정 YP 연구 시범학교 지정(2년)
- 2008. 10. 15. 과학실 현대화 사업 완료(2칸)
- 2010. 3. 1. 유치원 1학급 설치
- 2011. 9. 1. 제7대 김복술 교장 취임
- 2012. 4. 2. 경기도김포교육지원청 부설 영재교육원 개강
- 2014. 2. 19. 제19회 졸업장 수여식(남 115, 여 83, 계 198명)(역대 졸업생 총수 5588명)
- 2014. 3. 1. 일반학급 30학급 편성(특수학급 2학급)
- 2015년 9월 1일 : 제8대 라귀현 교장 취임
- 2017년 2월 10일 : 제22회 졸업장 수여식(149명)(역대 졸업생 총수 6,037명)
- 2017년 3월 1일 : 일반학급 26학급 편성 (특수학급 2편성)